# Nanjing Ladies Open
Il Nanjing Ladies Open è stato un torneo femminile di tennis che si è giocato nella sola edizione del 2013 a Nanchino in Cina. Faceva parte della categoria WTA 125 e si disputava su campi in cemento.

## Albo d'oro

### Singolare
| Anno | Categoria | Campionessa | Finalista    | Punteggio |
| ---- | --------- | ----------- | ------------ | --------- |
| 2013 | WTA 125   | Zhang Shuai | Ayumi Morita | 6–4, rit. |

### Doppio
| Anno | Categoria | Campionesse         | Finaliste                     | Punteggio |
| ---- | --------- | ------------------- | ----------------------------- | --------- |
| 2013 | WTA 125   | Misaki Doi Xu Yifan | Zhang Shuai Jaroslava Švedova | 6–1, 6–4  |